# 茲雷切市鎮

茲雷切市鎮於斯洛文尼亞的位置

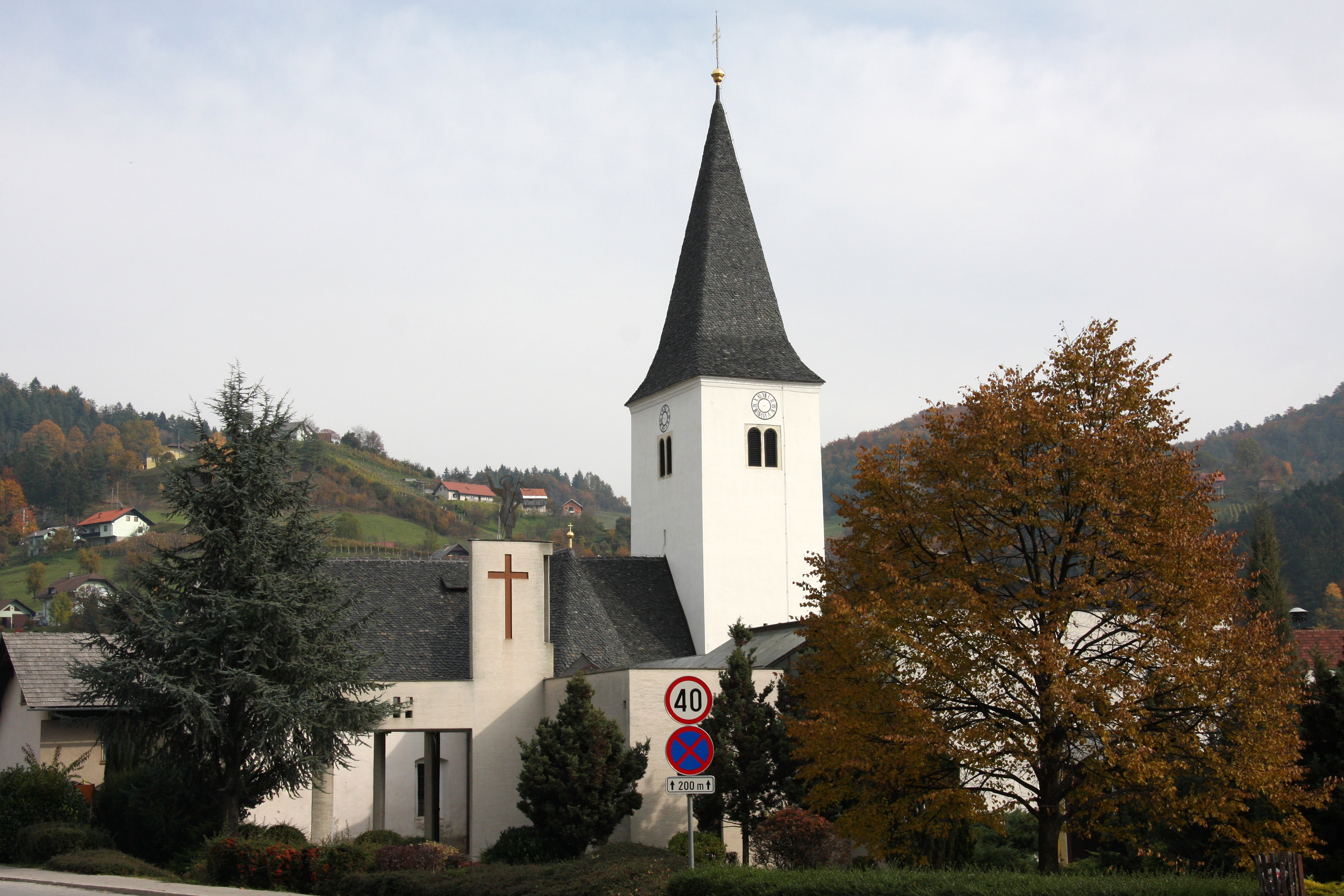
堂区教堂

茲雷切市鎮是斯洛文尼亞東北部的一個市镇，行政中心為茲雷切。市镇面積为67平方公里，2010年人口6443。人口密度約96人/km2。觀光業為當地重要的經濟來源。

## 外部連結
- 官方网站  （斯洛文尼亚文）
- Municipality of Zreče on Geopedia （页面存档备份，存于）